# Raphe-Kerne

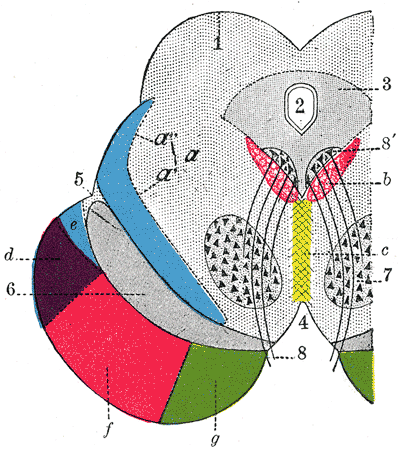
Transversalschnitt durch das Mittelhirn, c = Region mesenzephaler Raphe-Kerne

Die Raphe-Kerne oder Nuclei raphes sind eine Gruppe von Kernen nahe der Mittellinie des Hirnstamms im zentralen Nervensystem. Sie liegen innerhalb der Formatio reticularis des Rautenhirns und des Mittelhirns als abgrenzbare Kerngebiete jeweils entlang der Medianlinie an der „Naht“ der beiden Hirnstammhälften, daher der Name (altgriechisch ῥαφή rhaphḗ ‚Naht‘). Neurotransmitter vieler Neuronen der Raphe-Kerne ist Serotonin.
Die Kerne sind am absteigenden System der Schmerzreduktion beteiligt. Ihre Afferenzen kommen unter anderem vom zentralen Höhlengrau, die Efferenzen gehen in viele Teile des Gehirns. Funktionell besonders bedeutsam sind die Efferenzen zum noradrenergen Locus caeruleus, der sich ebenfalls im Hirnstamm befindet, und zum Hinterhorn des Rückenmarks. Im Rückenmark enden diese auf unterschiedlicher Höhe in der Substantia gelatinosa des Hinterhorn eines Segments und können hier inhibitorische Interneurone erregen, die wiederum die Signalübertragung aus der Peripherie kommender Schmerzfasern (A-delta- und C-Typ) hemmen, und somit die Schmerzempfindung drosseln.

## Kerne im Einzelnen
Die Raphekerne liegen alle nahe der Raphe des Hirnstamms. Unterschieden werden beim Menschen (TA):
- im Markhirn (myelenzephal)
  - Nucleus raphes obscurus
  - Nucleus raphes pallidus
  - Nucleus raphes magnus
- im Pons bzw. im Hinterhirn
  - Nucleus raphes magnus, pontin
  - Nucleus raphes pontis
  - Nucleus raphes medianus
  - Nucleus raphes posterior, pontin
- im Mittelhirn (mesenzephal)
  - Nucleus raphes posterior bzw. dorsalis
  - Nucleus linearis inferior
  - Nucleus linearis intermedius
  - Nucleus linearis superior